# Kundalwadi
Kundalwadi é uma cidade  no distrito de Nanded, no estado indiano de Maharashtra.

## Demografia
Segundo o censo de 2001, Kundalwadi tinha uma população de 14 355 habitantes. Os indivíduos do sexo masculino constituem 50% da população e os do sexo feminino 50%. Kundalwadi tem uma taxa de literacia de 47%, inferior à média nacional de 59.5%: a literacia no sexo masculino é de 58% e no sexo feminino é de 36%. Em Kundalwadi, 15% da população está abaixo dos seis anos de idade.